# Synthecium evansi
Synthecium evansi is een hydroïdpoliep uit de familie Syntheciidae. De poliep komt uit het geslacht Synthecium. Synthecium evansi werd in 1786 voor het eerst wetenschappelijk beschreven door Ellis & Solander. 